# つくばみらい市役所

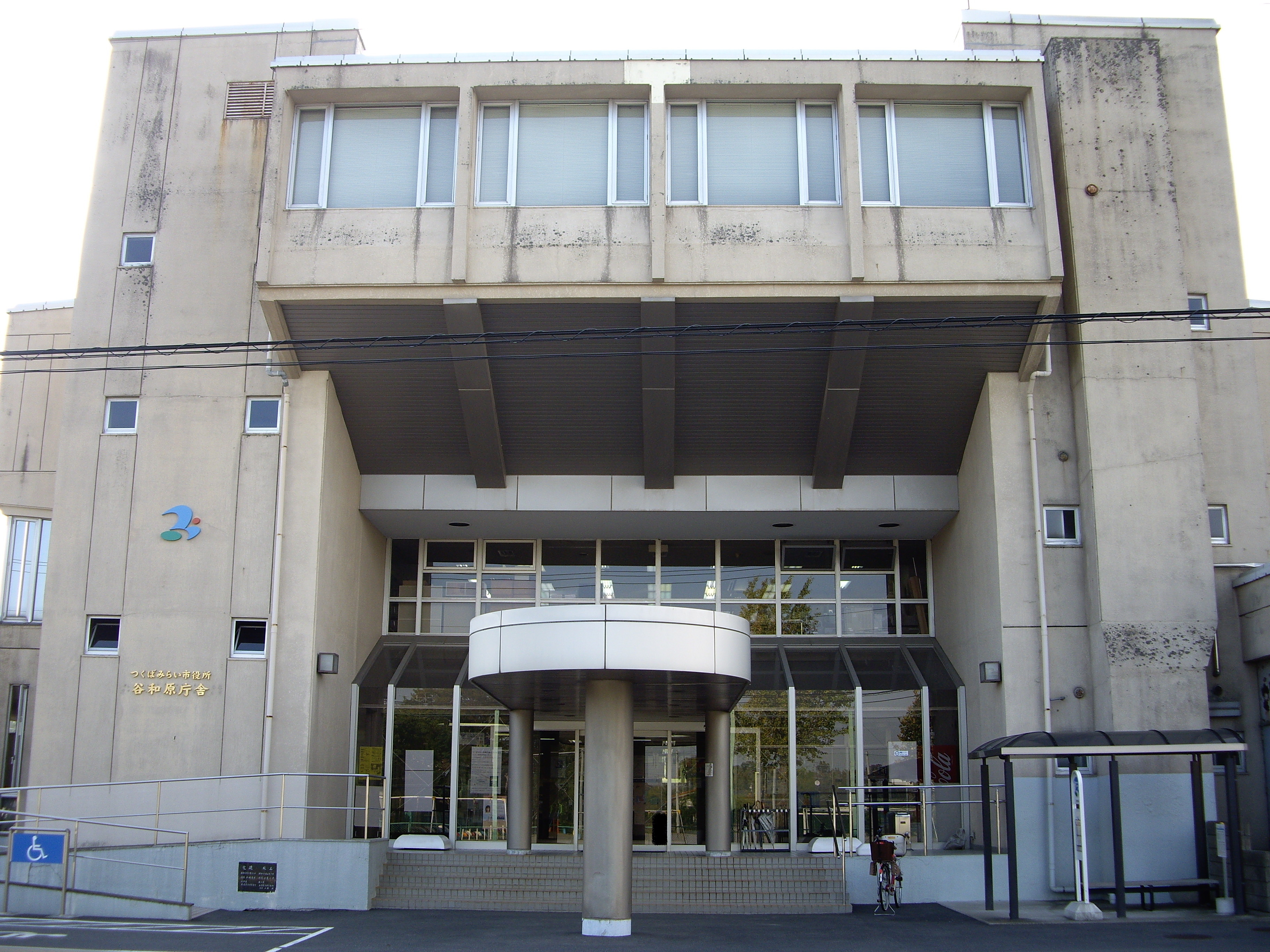
つくばみらい市役所谷和原庁舎

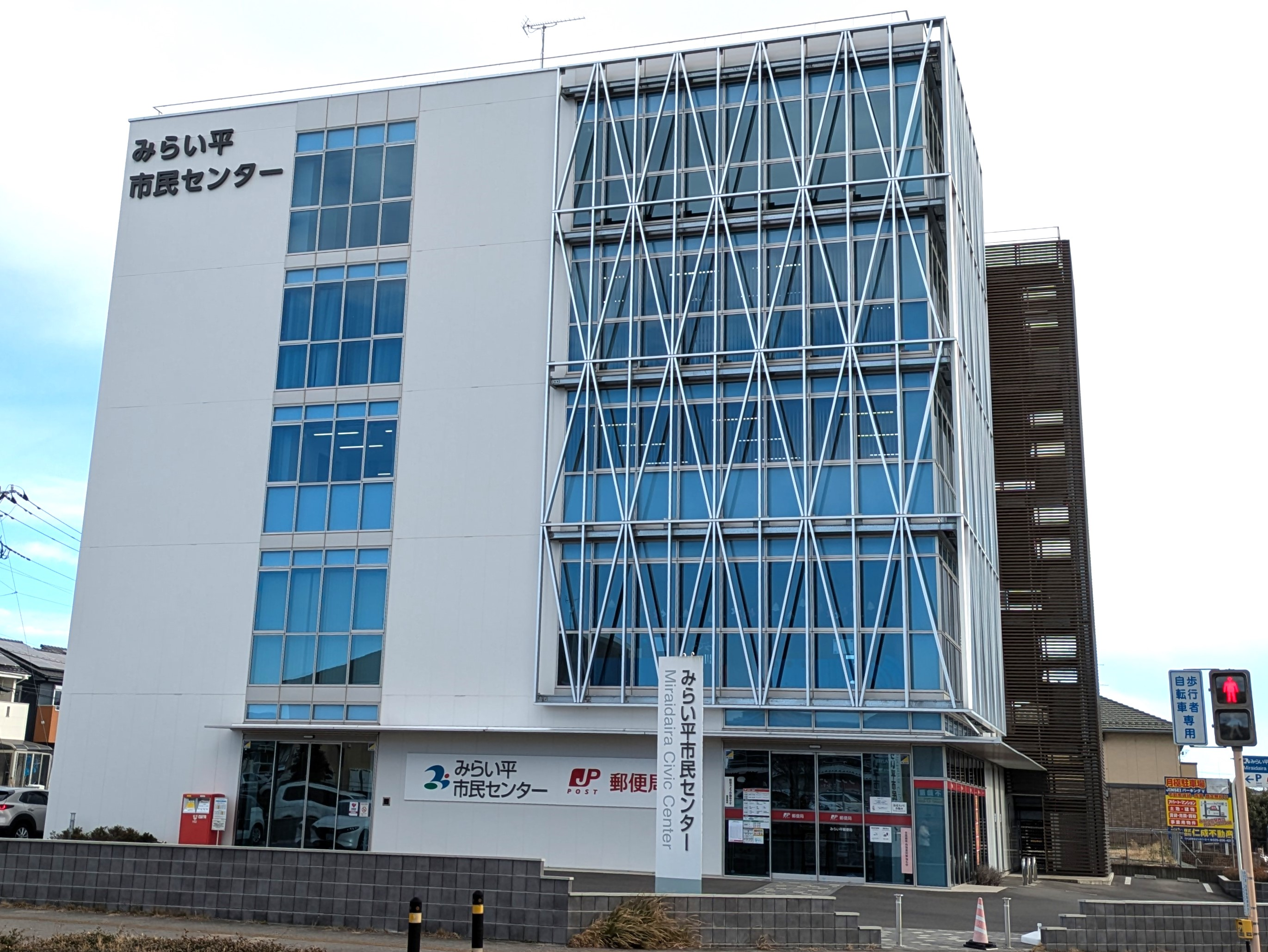
みらい平市民センター

つくばみらい市役所（つくばみらいしやくしょ）は、日本の地方公共団体である茨城県つくばみらい市の執行機関としての事務を行う施設（役所）。
2019年（平成31年）現在、つくばみらい市では伊奈庁舎と谷和原庁舎の2つの庁舎で業務を分担している。伊奈庁舎は老朽化と耐震強度不足のため2016年（平成28年）に旧庁舎の隣に新築されたもので、旧庁舎は解体され伊奈庁舎の駐車場となった。谷和原庁舎は旧谷和原村役場を転用したものとなる。

## 概要

### 伊奈庁舎（つくばみらい市役所）
住所：〒300-2395 茨城県つくばみらい市福田195番地

アクセス
- 首都圏新都市鉄道つくばエクスプレス線みらい平駅より
  - つくばみらい市コミュニティバス「みらい号」東・南ルート・庁舎間シャトルバス[1]「伊奈庁舎」下車前
  - 関東鉄道バス「伊奈庁舎前」下車前
- 関東鉄道常総線 及び 首都圏新都市鉄道つくばエクスプレス線守谷駅よりバス、「農協前」下車徒歩10分

#### 各課
- 両庁舎にある課：市民窓口課
- 伊奈庁舎担当の課：秘書広報課、企画政策課、地域推進課、防災課、総務課、財政課、税務課、収納課、社会福祉課、こども課、こども家庭支援室、介護福祉課、地域包括支援センター、国保年金課、会計課

#### 教育委員会庁舎
※伊奈庁舎隣接地にあり、旧伊奈保健センターを転用したもの
- 教育委員会庁舎担当の課：学校総務課、教育指導課、生涯学習課、スポーツ推進室

### 谷和原庁舎(旧谷和原村役場)
住所：〒300-2492 つくばみらい市加藤237番地

アクセス
- 首都圏新都市鉄道つくばエクスプレスみらい平駅より
  - つくばみらい市コミュニティバス「みらい号」北西ルート・庁舎間シャトルバス[2]「谷和原庁舎」下車前
- 関東鉄道常総線小絹駅より徒歩30分

#### 各課
- 両庁舎にある課：市民窓口課
- 谷和原庁舎担当の課：議会事務局、産業経済課、市民サポート課、消費生活センター、農業委員会、生活環境課、都市計画課、開発指導課、プロジェクト推進課、建設課、上下水道課、健康増進課<保健福祉センター>

### みらい平市民センター[3]
住所：〒300-2358 つくばみらい市陽光台3丁目9番地1
アクセス
- 首都圏新都市鉄道つくばエクスプレス線みらい平駅より徒歩5分

#### 各課
- 市民窓口課・国保年金課の一部業務の市民窓口
- おやこ・まるまるサポートセンター・ 市民活動まちづくりセンター併設
- みらい平郵便局併設